# Стефан Стамболов (площад в Пловдив)
Площад „Стефан Стамболов“ е площад пред сградата на Община Пловдив. Площадът е известен още с името „Копчетата“. На площада се намира паметник на Стефан Стамболов, издигнат през 1997 г.

## История
В античността в района на площада са съществували Римски терми (бани), чиито останки са открити през 1930-те години. Те са строени през Римската епоха – едната е построена през I или II век, а другата – строена върху първата, вероятно построена през IV век. Сградите са имали студени и топли помещения и мозайки по пода и по стените.
През Османския период в района на площада е била построена „Аладжа джамия (шарена джамия)“. Тя е била разположена около мястото на фонтана към „Главната“. Предполага се че е построена през XV в. Цялата е била облицована с многоцветни плочки. Ориенталският облик на околния квартал започнал да се променя към 1890 – 1892 г., когато е построен новият хотел „Търговски“. През 1908 г. е построен и хотел „Молле“ по проект на италианския архитект Мариано Пернигони. През 1912-1914 г. е построена Окръжната палата (сграда на Пловдивската община). Джамията е съборена през 1920-те години, а в началото на 30-те е построен Домът на изкуствата и печата, в който сега се помещава Телевизионният център.
В края на 30-те години се строи и кино „Балкан“. През 1950-те години в пространството на днешния площад са съществували множество ниски сгради, незавършени къщи и останките на джамията. През 1960-те години започва разчистване на жилищния квартал, с което започва да се формира площада. По-късно е построен и шадраванът с пеликаните.
През 1997 г. по време на управлението на пловдивския кмет Спас Гърневски е взето решение площадът да носи името на Стефан Стамболов. Тогава също на площада е построен и неговия паметник.

Седалките около градинката в чинарите, наричани от пловдивчани Копчетата, са любимо място за срещи. Пред паметника на Стефан Стамболов е поставена паметна плоча: „Ние, пловдивчани от 2000 година Ви пожелаваме щастие през третото хилядолетие“

## Паметници
- Паметник на Стефан Стамболов
- Паметник „Свидетелят“ – паметник на Жертвите на комунистическия терор – в градинката до площада

## Галерия
- Площад Стефан Стамболов
- Сградата на Община Пловдив
- Паметникът на Стефан Стаболов
- Градинката до площада